# Club Atlético River Plate (Uruguay)
Il Club Atlético River Plate, o semplicemente River Plate, è una società calcistica uruguaiana di Montevideo. Attualmente milita nella Primera División Profesional de Uruguay.

## Storia
Fondato nel 1932, prende il nome e i colori sociali dal vecchio River Plate Football Club, uno dei più titolati club uruguaiani dell'epoca amatoriale (vincitore di 4 titoli nazionali), sciolto nel 1929. Ciononostante il nuovo River Plate non dev'essere considerato una società derivata da quello vecchio, essendo nato, al contrario, dalla fusione tra l'Olimpia Football Club e il Club Atlético Capurro.
Il River Plate ha vinto il campionato di seconda divisione 6 volte, primato nazionale condiviso con il Sud América.
La posizione più alta nel campionato uruguaiano fu raggiunta nel 1992, con in squadra giocatori quali Osvaldo Canobbio, Fernando Correa, Juan Ramón Carrasco, Diego Luis López e Edgardo Adinolfi.

## Palmarès

### Competizioni nazionali
- Segunda División Profesional de Uruguay: 6

1943, 1967, 1978, 1984, 1991, 2004

### Altri piazzamenti
- Campionato uruguaiano:

Secondo posto: 1992, Clausura 2008, Apertura 2013, Clausura 2015, Torneo Intermedio 2019
Terzo posto: 1907, 1909, 1911, 1946, 1948, Clausura 1997, Clausura 1998, Clausura 2013, 2014-2015
- Copa Uruguay:

Semifinalista: 2023
- Coppa Sudamericana:

Semifinalista: 2009

## Rosa 2020
| N. |                    | Ruolo | Calciatore            |
| -- | ------------------ | ----- | --------------------- |
| 1  | Uruguay (bandiera) | P     | Gastón Olveira        |
| 2  | Uruguay (bandiera) | D     | Guzmán Rodríguez      |
| 3  | Uruguay (bandiera) | D     | Maxi Pereira          |
| 4  | Uruguay (bandiera) | D     | Horacio Salaberry     |
| 5  | Uruguay (bandiera) | C     | Facundo Ospitaleche   |
| 6  | Uruguay (bandiera) | D     | Facundo Silvera       |
| 7  | Uruguay (bandiera) | D     | Nicolás Rodríguez     |
| 8  | Uruguay (bandiera) | C     | Maximiliano Calzada   |
| 9  | Uruguay (bandiera) | A     | Nicolás Schiappacasse |
| 10 | Uruguay (bandiera) | A     | Tiago Galletto        |
| 11 | Uruguay (bandiera) | A     | Nicolás González      |
| 12 | Uruguay (bandiera) | P     | Lucas Machado         |
| 13 | Uruguay (bandiera) | D     | Gonzalo Viera         |
| 14 | Uruguay (bandiera) | D     | Marcos Montiel        |
| 15 | Uruguay (bandiera) | C     | Juan Pablo Plada      |
| 16 | Uruguay (bandiera) | A     | Mauro Da Luz          |

| N. |                    | Ruolo | Calciatore          |
| -- | ------------------ | ----- | ------------------- |
| 17 | Uruguay (bandiera) | C     | Ribair Rodríguez    |
| 18 | Uruguay (bandiera) | A     | Thiago Borbas       |
| 19 | Uruguay (bandiera) | A     | Juan Manuel Olivera |
| 20 | Uruguay (bandiera) | C     | Sebastián Píriz     |
| 22 | Uruguay (bandiera) | D     | Claudio Herrera     |
| 23 | Uruguay (bandiera) | A     | Matías Alonso       |
| 24 | Uruguay (bandiera) | D     | Santiago Brunelli   |
| 25 | Uruguay (bandiera) | P     | Salvador Ichazo     |
| 26 | Uruguay (bandiera) | D     | Santiago Pérez      |
| 27 | Uruguay (bandiera) | C     | Juan Quintana       |
| 27 | Uruguay (bandiera) | A     | Agustín Morales     |
| 28 | Uruguay (bandiera) | C     | José Neris          |
| 29 | Uruguay (bandiera) | D     | Guzmán Rodríguez    |
| 30 | Uruguay (bandiera) | C     | Adrián Leites       |
| 34 | Uruguay (bandiera) | C     | Pablo García        |

## Rosa 2015-2016
| N. |                    | Ruolo | Calciatore                   |
| -- | ------------------ | ----- | ---------------------------- |
| 1  | Uruguay (bandiera) | P     | Nicola Pérez                 |
| 2  | Uruguay (bandiera) | D     | Agustín Ale                  |
| 4  | Uruguay (bandiera) | D     | Claudio Herrera              |
| 5  | Uruguay (bandiera) | D     | Darío Flores                 |
| 6  | Uruguay (bandiera) | D     | Cristian González Aidinovich |
| 7  | Uruguay (bandiera) | C     | Bruno Montelongo             |
| 8  | Uruguay (bandiera) | D     | Luis Torrecilla              |
| 9  | Uruguay (bandiera) | A     | Santiago García              |
| 10 | Uruguay (bandiera) | A     | Michael Santos               |
| 11 | Brasile (bandiera) | A     | Marquinhos Carioca           |
| 13 | Uruguay (bandiera) | A     | Jonathan Ramírez             |
| 14 | Uruguay (bandiera) | C     | Lucas Ruiz                   |
| 15 | Uruguay (bandiera) | C     | Robert Flores                |

| N. |                     | Ruolo | Calciatore            |
| -- | ------------------- | ----- | --------------------- |
| 16 | Uruguay (bandiera)  | A     | Diego Casas           |
| 17 | Uruguay (bandiera)  | C     | Ángel Rodríguez       |
| 19 | Uruguay (bandiera)  | D     | Diego Rodríguez       |
| 20 | Uruguay (bandiera)  | D     | Giovanni González     |
| 21 | Uruguay (bandiera)  | A     | Alexander Rosso       |
| 22 | Uruguay (bandiera)  | C     | Iván Silva            |
| 23 | Uruguay (bandiera)  | C     | Martín Alaníz         |
| 24 | Colombia (bandiera) | D     | Flavio Córdoba        |
| 25 | Uruguay (bandiera)  | P     | Gastón Olveira        |
| 26 | Brasile (bandiera)  | D     | Wellington Baroni     |
| 27 | Uruguay (bandiera)  | C     | Fernando Gorriarán    |
| 28 | Francia (bandiera)  | A     | Walter Vaz            |
| 30 | Uruguay (bandiera)  | A     | Nicolás Schiappacasse |

## Rosa 2013-2014
| N. |                    | Ruolo | Calciatore                   |
| -- | ------------------ | ----- | ---------------------------- |
| 1  | Uruguay (bandiera) | P     | Damián Frascarelli           |
| 2  | Uruguay (bandiera) | D     | Williams Martínez            |
| 3  | Uruguay (bandiera) | D     | Diego Rodríguez              |
| 4  | Uruguay (bandiera) | D     | Claudio Herrera              |
| 5  | Brasile (bandiera) | C     | Gabriel Marques              |
| 6  | Uruguay (bandiera) | D     | Cristian González Aidinovich |
| 7  | Uruguay (bandiera) | C     | Bruno Montelongo             |
| 8  | Uruguay (bandiera) | D     | Luis Torrecilla              |
| 9  | Uruguay (bandiera) | A     | Sebastián Taborda            |
| 10 | Uruguay (bandiera) | A     | Michael Santos               |
| 11 | Uruguay (bandiera) | A     | Cristian Techera             |
| 12 | Uruguay (bandiera) | P     | Danilo Suárez                |
| 13 | Uruguay (bandiera) | A     | Jonathan Ramírez             |
| 14 | Brasile (bandiera) | C     | Janderson Pereira            |
| 15 | Uruguay (bandiera) | C     | Martín Alaniz                |

| N. |                        | Ruolo | Calciatore         |
| -- | ---------------------- | ----- | ------------------ |
| 16 | Uruguay (bandiera)     | A     | Diego Casas        |
| 17 | Uruguay (bandiera)     | C     | Claudio Innella    |
| 18 | Uruguay (bandiera)     | A     | Leandro Rodríguez  |
| 19 | Uruguay (bandiera)     | C     | Christian Maciel   |
| 20 | Uruguay (bandiera)     | C     | Hamilton Pereira   |
| 21 | Uruguay (bandiera)     | D     | Rodrigo Sosa       |
| 22 | Uruguay (bandiera)     | A     | Alexander Rosso    |
| 23 | Uruguay (bandiera)     | P     | Gastón Olveira     |
| 24 | Uruguay (bandiera)     | C     | Ignacio Ratti      |
| 25 | Uruguay (bandiera)     | D     | Fernando Gorriarán |
| 26 | Uruguay (bandiera)     | C     | Ángel Rodríguez    |
| 27 | Francia (bandiera)     | A     | Walter Vaz         |
| 28 | El Salvador (bandiera) | D     | Cristian Esnal     |
| 29 | Uruguay (bandiera)     | A     | Francis D'Albenas  |
| 30 | Argentina (bandiera)   | D     | Luciano Varela     |